# Classe préparatoire ENS Cachan D2
 (novembre 2013).
Si vous disposez d'ouvrages ou d'articles de référence ou si vous connaissez des sites web de qualité traitant du thème abordé ici, merci de compléter l'article en donnant les références utiles à sa vérifiabilité et en les liant à la section « Notes et références ».
La classe préparatoire ENS Cachan D2, appelée aussi classe préparatoire économie, méthodes quantitatives et gestion, prépare prioritairement au concours d'entrée en première année du département « économie et gestion » de l'École normale supérieure Paris-Saclay (ENS Paris-Saclay, anciennement ENS Cachan).

## Présentation
Les élèves de l'ENS Paris-Saclay se destinent à la recherche scientifique fondamentale ou appliquée, à l'enseignement universitaire et dans les classes préparatoires aux grandes écoles ainsi qu'à l'enseignement secondaire et, plus généralement, au service des administrations de l'État et des collectivités territoriales, de leurs établissements publics ou des entreprises". De par leur qualité de fonctionnaires-stagiaires, les élèves sont dans l'obligation de préparer leur titularisation dans un corps de l'État, en général, celui des agrégés du secondaires auquel ils accèdent par concours. 
Beaucoup d'entre eux choisissent de préparer en plus par la suite un doctorat du 3e cycle en vue de l'enseignement universitaire. En outre, ils peuvent choisir de préparer les concours d'accès aux autres corps généraux de l'État (via l'École nationale d'administration) ; ou aux corps techniques (Mines, Ingénieurs des Ponts, Eaux et Forêts, Administrateurs de l'INSEE) ou encore aux autres corps spécifiques (Commissariat des Armées, Affaires maritimes, Banque de France ; École nationale de la magistrature, ou École des hautes études en santé publique). À cette fin, ils peuvent suivre les cours de l'IEP de Paris en parallèle de leur cursus.
Le concours d'entrée au département d'économie et gestion de l'ENS Paris-Saclay est sélectif, puisqu'en moyenne 28 places y sont ouvertes pour un nombre de candidats supérieur à 400.

## Particularités
La prépa ENS Cachan D2 a la particularité de combiner les cours de la classe préparatoire avec ceux de l'université. Les étudiants préparent les deux premières années de licence d'économie et gestion ou de mathématiques et informatique appliquées et sciences humaines et sociales (MIASHS).
Pour permettre aux étudiants de faire face à la charge importante de travail induite par ce double cursus, des conventions peuvent être signées entre la classe préparatoire et l'université, afin de les dispenser de certaines matières universitaires. Les élèves passent toutefois les examens annuels des universités ("partiels") de L1 et de L2, ainsi que des devoirs sur tables et oraux ("colles") organisés par la classe préparatoire dans le but de s'entrainer pour les concours.

## Disciplines étudiées
Les disciplines préparées sont les mathématiques, statistiques, l'analyse monétaire et/ou la politique économique, la microéconomie, la méthodologie (culture générale) et les langues, conformément aux dispositions de l'article 12 de l'arrêté du 28 novembre 2006. 
Les étudiants assistent également à certains cours magistraux et séances de travaux dirigés (TD) dispensés à l'université, leur permettant de valider une licence 2.
Cela fait de la prépa D2 un double cursus licence/CPGE. La place de l'enseignement universitaire varie selon les établissements, les élèves de certaines classes ne suivant qu'une partie des matières dispensées en licence, tandis que d'autres doivent valider les examens de la totalité des matières de la licence, en plus des enseignements en lycée.
Le contenu pédagogique est proche de celui des prépas ECE (Voie générale), avec cependant une approche formalisée de l'économie.

## Débouchés
L'ENS Paris-Saclay (département "économie et gestion") est le débouché naturel de la classe préparatoire.
En outre, les étudiants peuvent présenter les concours suivants :
- Écoles de commerce : l'admissibilité à l’ENS Paris-Saclay donne une équivalence d’admissibilité à certaines écoles des concours Ecricome et Banque commune d'épreuves (BCE).
- École nationale de la statistique et de l’analyse de l’information (Ensai)
- École nationale des assurances (ENAss)
- Instituts d’études politiques (IEP).
- Université Paris-Dauphine (Magistère de gestion, Institut de gestion de patrimoine)
- École des hautes études en sciences de l'information et de la communication (CELSA), avec un accès en L3 information et communication

Par ailleurs, les étudiants peuvent continuer après les deux années de classe préparatoire dans les filières sélectives des universités comme les magistères ou tout simplement en Licence 3.

## Liste des lycées disposant d'une CPGE ENS Cachan D2
Voici une liste, sans prétention à l'exhaustivité : 
- lycée Louis-Pergaud, à Besançon
- lycée Louise-Michel, à Bobigny
- lycée Gustave-Eiffel, à Bordeaux
- lycée Gustave-Eiffel, à Dijon
- lycée François-Ier, au Havre
- lycée Gaston-Berger, à Lille
- lycée André-Boulloche, à Livry-Gargan
- lycée Juliette-Récamier, à Lyon
- lycée Jean-Perrin, à Marseille
- lycée Jean-Mermoz, à Montpellier
- lycée Turgot, à Paris
- école nationale de commerce Bessières, à Paris
- école normale catholique (lycée Blomet), à Paris
- lycée Victor-et-Hélène-Basch, à Rennes
- lycée Marie-Curie, à Sceaux
- lycée René-Cassin, à Strasbourg
- lycée Ozenne, à Toulouse
- lycée Marie-Curie, à Versailles